# Corydoras amapaensis
Corydoras amapaensis Nijssen, 1972 è un pesce d'acqua dolce appartenente alla famiglia Callichthyidae.

## Distribuzione e habitat
È diffuso in Guyana francese e in Brasile (Amapá), dove è simpatrico con Corydoras solox. Vive nei torrenti con fondali sabbiosi nei bacini di Approuague (Arataye), Amapari e Oyapock.

## Descrizione
È uno dei Corydoras di taglia maggiore: il suo corpo allungato leggermente compresso sull'addome raggiunge una lunghezza di 7 cm. La colorazione è molto variabile. Sulla testa è presente una macchia scura dalla forma allungata che passa per l'occhio, mentre il resto del corpo è rosa-grigiastro.

## Biologia

### Comportamento
Può formare piccoli gruppi.

### Alimentazione
Ha dieta onnivora.

## Acquariofilia
Può essere allevato in acquario, anche se non è particolarmente diffuso.